# Otto Conrad (Ökonom)
Otto Gustav Conrad (* 22. Juni 1876 in Schleinz, Niederösterreich; † 27. Dezember 1943 in Wien) war ein österreichischer Nationalökonom, Privatdozent an der Technischen Hochschule Wien und Leitender Sekretär der Kammer für Handel, Gewerbe und Industrie in Wien.

## Leben
Otto Conrad wurde 1876 als drittes von fünf Kindern des Hofrechtsanwalts und Advokaten Dr. Michael Otto Conrad (* 1841 Hermannstadt) und seiner Frau Gisa Conrad (geb. von Motesiczky, 1852–1929) geboren. Sein ältester Bruder Walter war mit Lene Billroth, einer Tochter von Theodor Billroth verheiratet. Es bestand zeitlebens eine enge familiäre Freundschaft zu den Exner Geschwistern Franz Serafin, Adolf, Marie und Franz sowie zu Hans Benndorf. Er studierte Nationalökonomie an der Universität Wien. Nach seiner Tätigkeit als Konsulent der Handels- und Gewerbekammer in Wien war er als Konzipist an der Handelskammer in Reichenberg tätig, bevor er als Leitender Sekretär der Kammer für Handel, Gewerbe und Industrie 1911(?) nach Wien wechselte.
Er promovierte 1900 an der Fakultät für Wirtschaftswissenschaften der Universität Wien und habilitierte spät an der Technischen Hochschule in Wien für Nationalökonomie.
Seine wichtigsten Vorbilder waren Adolph Wagner und Gustav Cassel. Er schrieb verschiedene Monografien und zahlreiche wissenschaftliche Beiträge zu Problemen der Volkswirtschaftslehre, die sich mit den komplexen Mechanismen des Marktes auseinandersetzen.
Politisch engagierte sich Conrad in der Nationaldemokratischen Partei, die 1920 in der Großdeutschen Volkspartei (GDVP) aufging. Er war Mitverfasser des Salzburger Programms der GDVP.
Er hinterließ drei Kinder: Trautl, Klaus und Otto.

## Wirken
Als ein Vertreter neuer Thesen der Nationalökonomie setzte er sich früh mit unterschiedlichen Fragen der Wirtschaftstheorie auseinander, darunter Marktmechanismen, Preisbildung, freie Konkurrenz, arbeitsloses Einkommen, Theorie des Kapitalzinses, Ablehnung der Grenznutzen- und der Zurechnungstheorie, Arbeit als Produktionsfaktor und Preisbildungsprozesse. Seine fehlende universitäre Anerkennung kann unter anderem darauf zurückgeführt werden, dass seine kritischen Anschauungen häufig im Widerspruch mit der herrschenden Meinung etwa der Österreichischen Schule standen. Dies führte zu zahlreichen Auseinandersetzungen mit verschiedenen Thesen der Wirtschaftslehre von Eugen Böhm von Bawerk (Zinstheorie), Emil Lederer (Massenarbeitslosigkeit), Othmar Spann (Zweckhafte versus kausale Erklärungsmechanismen der  Wirtschaftsvorgänge), Hans Mayer (Dynamische Theorie des Preisbildungsprozesses), Oskar Morgenstern (Gleichgewichtstheorien des Marktes), Ludwig von Mises (Versagen der Marktmechanismen), August von Hayek (Ursachen der Wirtschaftslähmung) und anderen.

## Werke
Monografien
- Lohn und Rente, Franz Deuticke Verlag, Leipzig und Wien 1909
- Die Lehre vom subjektiven Wert als Grundlage der Preistheorie, Franz Deuticke Verlag, Leipzig und Wien 1912
- Absatzmangel und Arbeitslosigkeit als Dauerzustand, Hölder-Pichler-Tempsky A.G., Wien und Leipzig 1926
- Der Mechanismus der Verkehrswirtschaft, Gustav Fischer, Jena 1931

Einzeldarstellungen
- Kapitalzins, Jahrbücher für Nationalökonomie und Statistik, 1908
- Böhm-Bawerks These von der Mehrergiebigkeit der kapitalistischen …, Jahrbücher für Nationalökonomie und Statistik, 1911
- Der subjektive Wert als Grundlage der Zinstheorie Böhm-Bawerks, Jahrbücher für Nationalökonomie und Statistik, 1913
- Das Prinzip von Leistung und Gegenleistung, 1912
- Die individualistische Wirtschaftsordnung und der Krieg, 1917
- Warum müssen wir sparen, 1918
- Grenzen der Wirtschaftspolitik, 1918
- Die Stellung der Nationaldemokraten zwischen den bürgerlichen Parteien und den Sozialdemokraten, 1919
- Die Wirtschaftspolitik und ihre Sünden
- Die Krise des Sozialisierungsgedankens
- Absatzmangel und Arbeitslosigkeit als Dauerzustand, 1926
- Volkswirtschaftspolitik oder Erwerbspolitik, 1919
- Der Ausgangspunkt der theoretischen Nationalökonomie, eine Auseinandersetzung mit Gustav Cassel, Jahrbücher für Nationalökonomie und Statistik, 1927
- Der Zusammenbruch der Grenznutzentheorie, eine Auseinandersetzung mit Joseph Schumpeter, Jahrbücher für Nationalökonomie und Statistik, 1928
- Die Frage des Leistungsprinzips …, 1929
- Der Faschismus in Italien, 1929?
- Der Vorgang der Eingliederung Arbeitsloser, 1931
- Der Interventionismus als Ursache der Wirtschaftskrise. Eine Auseinandersetzung mit Ludwig Mises, Jahrbücher für Nationalökonomie und Statistik, 1932
- Die Prioritäts-Abtretung in ihrer Wirkung auf Zwischen-Hypotheken: Eine Studie über § 30 des österr. Grundbuchgesetzes v. 25. Juli 1871, R.G.B. 95, Wien
- Der Mechanismus der Verkehrswirtschaft, Eine Erwiderung, Zeitschrift für Nationalökonomie, 1932
- Das Chaos der Krisenerklärungen, Zeitschr. Österr. Ingenieur- und Architekten. Verein, 1933
- Der Abbau der Preise als Weg zur Gesundung der Wirtschaft, Manzsche Verlags- u. Univ. Buchhandlung, Wien 1932
- Die Möglichkeiten einer Erweiterung des Arbeitsbedarfes, Eine Auseinandersetzung mit Emil Lederer, Jahrbücher für Nationalökonomie und Statistik, 1933
- Das Ende der Automatik des Marktmechanismus, Jahrbücher für Nationalökonomie und Statistik, 1933
- Der Grundfehler der Lehre Othmar Spanns, Jahrbücher für Nationalökonomie und Statistik, 1933
- Kausale und funktionale Zusammenhänge im Wirtschaftsmechanismus, Eine Auseinandersetzung mit Hans Mayer, Zeitschrift für Nationalökonomie, 1933
- Der Mythos des Ankurbelungsfaktors, Wiener Wirtschaftswoche, Januar 1933
- Die Todsünde der Nationalökonomie, Leipzig/Wien 1934
- Der Mechanismus der Erwerbswirtschaftlichkeit, Eine Erwiderung, Jahrbuch für Nationalökonomie und Statistik, 1934
- Preise und Produktion. Eine Auseinandersetzung mit Friedrich A. Hayek, Jahrbücher für Nationalökonomie und Statistik, 1934
- Die Grundannahmen der Gleichgewichtstheorie, Eine Auseinandersetzung mit Oskar Morgenstern, Zeitschrift für Nationalökonomie, 1936
- Gleichgewichtstheorie und Beharrungstheorie, Eine Auseinandersetzung mit Peter Struwe, Jahrbücher für Nationalökonomie und Statistik, 1937
- Der Ausgangspunkt der Theorie des internationalen Handels: Ein Versuch zur Versöhnung der Außenhandelstheorien Gottfried Haberlers u. Bertil Ohlins, 1937